# جورج مور (محامي)
جورج مور (بالإنجليزية: George Moore)‏ هو قاضي ومحامي أمريكي، ولد في 20 يناير 1878 في لا غرانج في الولايات المتحدة، وتوفي في 5 نوفمبر 1962.